# Punta del Ibón
La Punta de l'Ibón és un cim de 3.100 m d'altitud, amb una prominència de 20 m, que es troba al nord de la Punta Ledormeur, al massís de Bachimala, entre Aragó i França.